# 巴彦塔拉苏木 (扎鲁特旗)
巴彦塔拉苏木，是中华人民共和国内蒙古自治区通辽市扎鲁特旗下辖的一个乡镇级行政单位。

## 行政区划
巴彦塔拉苏木下辖以下地区：
东巴彦塔拉村、平安屯嘎查、乌鸦山嘎查、电报局村、西巴彦塔拉村、小巴彦塔拉村、石匠山村、哈布图盖村、凤凰山村、忠厚村、青龙沟村、双龙镇村、德富村、水泉村、太平山村、红光村、乃木葛根村、新安屯村、西萨拉村、大山屯村、东萨拉嘎查和大梁村。